# Kresol
Kresol eller metylfenol är samlingsnamnet på tre vanligt, naturligt förekommande liksom på konstgjord väg framställda organiska föreningar. De tre föreningarna tillhör ämnesklassen fenoler. Kresol kan förekomma i fast eller flytande form. I likhet med andra typer av fenoler oxideras kresol långsamt vid kontakt med luft och får då en gulaktig till brunaktig röd färg. I likhet med flera andra fenoler kan kresolens lukt ha en medicinartad karaktär. Kresol produceras ofta syntetiskt ur bensen och toluen.

## Artikelursprung
Den här artikeln är helt eller delvis baserad på material från engelskspråkiga Wikipedia.